# Гуссар, Иосиф Адольфович
Иосиф Гуссар (рум. Iosif Hussar, фр. Jean Hussard; 1865 или 1867, Кагул, Молдавское княжество — 16 апреля 1933, Бухарест) — румынский журналист, издатель и переводчик.

## Биография
Родился в Кагуле, в образованной семье: отец Адольф Гуссар был земским врачом Кагульского уезда, мать — Мария Гуссар (Цукер); старшему брату Герману Гуссару (1859—1931), фармацевту по профессии, жившему в Яссах, как участнику Войны за независимость Румынии, было даровано румынское подданство и он позже служил исправником родного уезда. Ещё в гимназические годы Иосиф Гуссар начал печататься в газете «Lumina». Получив диплом инженера в Ясском университете, он профессионально занялся журналистской деятельностью на румынском и французском языках.
С 1886 года — постоянный сотрудник газеты «Românul» в Бухаресте и национал-либеральной газеты «Națiunea», возглавляемой Дмитру Брэтиану. С 1888 года работал в редакции газеты «Dreptatea», а в 1889 году был назначен редактором газеты «Adevărul», где вёл ежедневную колонку на политические темы. Сотрудничал также в газетах «Liberté roumaine» Фредерика Дамэ и «Cronica română» Александру Белдимана.
9 июля 1888 года в Бухаресте заключил брак с Розой Ароновной Шульдер, жительницей этого города.
В 1891 году Гуссар присоединился в группе еврейской интеллигенции, основавшей газету «Asimilarea», которая ратовала за ассимиляцию еврейских масс в Румынии. В 1893 году, когда правительство Катарджу начало гонения на занимавшую антимонархические позиции газету «Adevărul», сотрудники еврейского происхождения Иосиф Гуссар и Карол Шульдер были выдворены из страны. Поселившись в Германии, Гуссар продолжил учёбу на механическом и электротехническом отделениях в Мюнхенском техническом университете.
Вернувшись в Румынию через несколько лет, он устроился инженером в техническом бюро, основал и возглавил «Biblioteca de popularizare pentru știință, litere, arte» (Библиотеку для популяризации науки, литературы и искусства), а также типографию «Samitca» в Крайове. Здесь в его переводах, помимо научно-популярной литературы, вышли «Страдания юного Вертера» Гёте (1896), произведения Мопассана, Дюма-сына, Леметра, Уиды, Яна Неруды, Ф. М. Достоевского, Л. Н. Толстого, В. Г. Короленко, Георга Брандеса, Г. Ибсена, Е. П. Якобсена, Б. Бьёрнсона, Б. Харта, А. Свентоховского, А. С. Пушкина, Мольера, Jørgen Wilhelm Bergsøe и других.
В 1901 году Гуссар основал экономическую и деловую газету «Bursa», в 1913 году еврейскую газету «Drumul nostru» (Крайова), в 1916 году в Крайове театральную газету «Doina», в 1918 году в Бухаресте — франкоязычный художественно-политический журнал «L'Orient».
У него было два сына — Александру и Жан (фр. Jean Hussard). Последний, по профессии адвокат, участник движения Сопротивления во Франции, работал журналистом в группе «Agefi France» и основал в 1950 году в Цюрихе ежедневную деловую газету L’Agefi.